# Ибрагимов, Александр Гарунович
Александр Гарунович Ибрагимов (4 марта 1956, Махачкала) — российский лингвист, психолог, продюсер, сценарист. Член Союза писателей России. Специалист информационной работы стратегической разведки. Автор книг, брошюр, статей по вопросам психологии, мировой истории, политики.
Специалист в области разработки и проведения комплексного корпоративного обучения. Ректор «Школы здравого смысла» при Центральном доме предпринимателей города Москвы. Вице-президент Клуба товарищей ВИИЯ КА (выпускников Военного института иностранных языков). Член правления Клуба специалистов по национальной безопасности. Член правления Клуба православных предпринимателей. Генеральный секретарь Союза военных исламоведов России.

## Биография
Александр Ибрагимов родился в 1956 году в Махачкале, по национальности цахурец. Отец — цахурец, Ибрагимов Гарун Халилович, советский и российский филолог, доктор филологических наук, профессор, академик. Мать — цахурка, Ибрагимова Сияра Исмаиловна, заслуженный учитель Дагестана.
Родом из цахурского села Мишлеш. Александр Гарунович является потомком Ачлея Рамазана — одного из руководителей Закатальского восстания 1830 года, Каратинского наиба, активно участвовавшего в освободительном движении горцев Дагестана и Чечни.
В 1973 году, после окончания с золотой медалью средней школы, поступил в Военный институт иностранных языков (итальянский и английский языки), который в 1978 году с отличием и окончил, кадровый офицер ГРУ (майор). За время службы работал в различных частях света, на Дальнем Востоке, в Латинской Америке, Европе, Африке.
В 1990 году окончил Школу бизнеса при МГИМО и работал в различных коммерческих структурах.
В 2005 году окончил факультет психологии МГУ.
С 2003 года в кинематографе, в качестве продюсера и сценариста.
В 2007 году основал вместе с известным писателем и публицистом Андреем Девятовым Институт российско-китайского стратегического взаимодействия.
В 2008 году вместе с президентом Клуба товарищей Военного института иностранных языков основал «Школу здравого смысла».
Соучредитель АНО КПЦ «Новый век».

## Документальные фильмы
В качестве продюсера и сценариста принимал участие в разработке следующих кинопроектов:
- документальный фильма, посвященный 90-летнему юбилею трижды героя Советского Союза Покрышкина Александра Ивановича;
- экранизация русского памятника литературы «Слово о полку Игореве»;
- производство к/т «Мы из будущего»;
- производство к/т «Мы из будущего 2»;
- документальный фильм, посвященный военным переводчикам;
- «Шамиль».